# Paparo (paroisse civile)
Pour les articles homonymes, voir Paparo.
Paparo est l'une des cinq paroisses civiles de la municipalité de Páez dans l'État de Miranda au Venezuela. Sa capitale est Paparo. En 2011, sa population s'élève à 1 357 habitants.

## Géographie

### Démographie
Hormis sa capitale Paparo, la paroisse civile possède une seule autre localité proche, Paparito.